# Mavinga
Mavinga è un municipio dell'Angola appartenente alla provincia di Cuando Cubango. Ha 29.504 abitanti (stima del 2006) ed una superficie di 44.347 km².